# Hypodoxa erebusata
Hypodoxa erebusata är en fjärilsart som beskrevs av Walker 1860. Hypodoxa erebusata ingår i släktet Hypodoxa och familjen mätare. Inga underarter finns listade i Catalogue of Life.